# Ronde van de Doubs 2024
De 39e editie van de wielerwedstrijd Ronde van de Doubs vond plaats op 14 april 2024. De wedstrijd startte in Morteau en finishte 178,9 kilometer later op Le Larmont. De wedstrijd maakte deel uit van de UCI Europe Tour, met de categorie 1.1, en de Coupe de France. Na een zware valpartij lag de wedstrijd een tijd stil, waarna de organisatie besloot de koers te verkorten. Nadat de race werd hervat won Lenny Martinez, die in een sprint bergop sneller was dan Clément Berthet.
Lucas Dauge, Máté Balász en Jonas Beck kwam na het verstrijken van de tijdslimiet over de finish en werden dus niet geklasseerd.

## Uitslag
| Plaats  | Naam                | Ploeg                      | Tijd     |
| ------- | ------------------- | -------------------------- | -------- |
| Winnaar | Lenny Martinez      | Groupama-FDJ               | 4u11'31" |
| 2       | Clément Berthet     | Decathlon AG2R La Mondiale | + 4"     |
| 3       | José Manuel Díaz    | Burgos-BH                  | + 8"     |
| 4       | Eric Fagúndez       | Burgos-BH                  | + 10"    |
| 5       | Guillaume Martin    | Cofidis                    | z.t.     |
| 6       | Nicolas Prodhomme   | Decathlon AG2R La Mondiale | z.t.     |
| 7       | Jesús Herrada       | Cofidis                    | z.t.     |
| 8       | Clément Braz Afonso | CIC U Nantes Atlantique    | z.t.     |
| 9       | Eduardo Sepúlveda   | Lotto Dstny                | z.t.     |
| 10      | Raúl García Pierna  | Arkéa-B&B Hotels           | z.t.     |
| 11      | Sylvain Moniquet    | Lotto Dstny                | z.t.     |
| 12      | Harm Vanhoucke      | Lotto Dstny                | z.t.     |
| 13      | Fernando Barceló    | Caja Rural-Seguros RGA     | z.t.     |
| 14      | Nicolas Breuillard  | St Michel-Mavic-Auber93    | z.t.     |
| 15      | Jefferson Cepeda    | Caja Rural-Seguros RGA     | + 13"    |
| 16      | Alexis Guérin       | Philippe Wagner/Bazin      | + 25"    |
| 17      | Ådne Holter         | Uno-X Mobility             | + 26"    |
| 18      | Jordan Labrosse     | Decathlon AG2R La Mondiale | z.t.     |
| 19      | Joris Delbove       | St Michel-Mavic-Auber93    | z.t.     |
| 20      | Idar Andersen       | Uno-X Mobility             | + 41"    |
|         |                     |                            |          |
| 58      | Jetse Bol           | Burgos-BH                  | + 4'53"  |